# Critérium del Dauphiné 2013
La 65.ª edición del Critérium del Dauphiné se disputó entre el 2 y el 9 de junio de 2013, con un recorrido de  1117 km distribuidos en 8 etapas, con inicio en Champéry (Suiza) y final en Risoul.
La carrera formó parte del UCI WorldTour 2013. 
El ganador final fue Christopher Froome (quien además se hizo con una etapa). Le acompañaron en el podio su compañero de equipo Richie Porte y Daniel Moreno.
En las clasificaciones secundarias se impusieron Gianni Meersman (puntos), Thomas Damuseau (montaña), Rohan Dennis (jóvenes) y Sky (equipos).

## Equipos participantes
Tomaron parte en la carrera 22 equipos: 18 de categoría UCI ProTeam (al ser obligada su participación); más 4 de categoría Profesional Continental mediante invitación de la organización Cofidis, le Crédit en Ligne, Bretagne-Séché Environnement, Team NetApp-Endura y Team Europcar). Formando así un pelotón de 176 ciclistas, de 8 corredores cada equipo, de los que acabaron 110.
El equipo ProTeam Ag2r La Mondiale que también tenía la participación asegurada, se autoexcluyó de la carrera debido a que tuvo 2 casos de dopaje en los últimos doce meses, cumpliendo así con las normas del MPCC (Movimiento por un ciclismo creíble).
Los equipos participantes fueron:
| Equipo                           | Cód. UCI | Categoría               |
| -------------------------------- | -------- | ----------------------- |
| Sky Procycling                   | SKY      | UCI ProTeam             |
| BMC Racing Team                  | BMC      | UCI ProTeam             |
| Astana Pro Team                  | AST      | UCI ProTeam             |
| Lotto Belisol                    | LTB      | UCI ProTeam             |
| Katusha Team                     | KAT      | UCI ProTeam             |
| Team Europcar                    | EUC      | Profesional Continental |
| Team NetApp-Endura               | TNE      | Profesional Continental |
| RadioShack Leopard               | RLT      | UCI ProTeam             |
| Cannondale Pro Cycling           | CAN      | UCI ProTeam             |
| Cofidis, Solutions Crédits       | COF      | Profesional Continental |
| Euskaltel Euskadi                | EUS      | UCI ProTeam             |
| FDJ                              | FDJ      | UCI ProTeam             |
| Garmin Sharp                     | GRS      | UCI ProTeam             |
| Lampre-Merida                    | LAM      | UCI ProTeam             |
| Team Saxo-Tinkoff                | TST      | UCI ProTeam             |
| Movistar Team                    | MOV      | UCI ProTeam             |
| Omega Pharma-Quick Step          | OPQ      | UCI ProTeam             |
| Orica-GreenEDGE                  | OGC      | UCI ProTeam             |
| Blanco Pro Cycling Team          | BLA      | UCI ProTeam             |
| Bretagne-Séché Environnement     | BSE      | Profesional Continental |
| Argos-Shimano                    | ARG      | UCI ProTeam             |
| Vacansoleil-DCM Pro Cycling Team | VCD      | UCI ProTeam             |

## Etapas

### Etapa 1. 2 de junioChampéry-Champéry, 121 km
|   | Ciclista           | Equipo                  | Tiempo          |
| - | ------------------ | ----------------------- | --------------- |
| 1 | David Veilleux     | Europcar                | 3 h 17 min 35 s |
| 2 | Gianni Meersman    | Omega Pharma-Quick Step | a 1 min 56 s    |
| 3 | Tom Slagter        | Blanco                  | a 1 min 57 s    |
| 4 | Richie Porte       | Sky                     | m.t.            |
| 5 | Christopher Froome | Sky                     | m.t.            |

|   | Ciclista           | Equipo                  | Tiempo          |
| - | ------------------ | ----------------------- | --------------- |
| 1 | David Veilleux     | Europcar                | 3 h 17 min 35 s |
| 2 | Gianni Meersman    | Omega Pharma-Quick Step | a 1 min 56 s    |
| 3 | Tom Slagter        | Blanco                  | a 1 min 57 s    |
| 4 | Richie Porte       | Sky                     | m.t.            |
| 5 | Christopher Froome | Sky                     | m.t.            |

### Etapa 2. 3 de junio.Châtel-Oyonnax, 183 km
|   | Ciclista                    | Equipo                  | Tiempo          |
| - | --------------------------- | ----------------------- | --------------- |
| 1 | Elia Viviani                | Cannondale              | 4 h 39 min 15 s |
| 2 | Gianni Meersman             | Omega Pharma-Quick Step | m.t             |
| 3 | Tony Gallopin               | RadioShack Leopard      | m.t             |
| 4 | Reinardt Janse van Rensburg | Argos-Shimano           | m.t             |
| 5 | Anthony Geslin              | FDJ                     | m.t             |

|   | Ciclista           | Equipo                  | Tiempo          |
| - | ------------------ | ----------------------- | --------------- |
| 1 | David Veilleux     | Europcar                | 7 h 56 min 50 s |
| 2 | Gianni Meersman    | Omega Pharma-Quick Step | a 1 min 56 s    |
| 3 | Tony Gallopin      | RadioShack Leopard      | a 1 min 57 s    |
| 4 | Warren Barguil     | Argos-Shimano           | m.t.            |
| 5 | Alejandro Valverde | Movistar                | m.t.            |

### Etapa 3. 4 de junio.Ambérieu-en-Bugey-Tarare, 164 km
|   | Ciclista             | Equipo                  | Tiempo          |
| - | -------------------- | ----------------------- | --------------- |
| 1 | Edvald Boasson Hagen | Sky                     | 4 h 03 min 32 s |
| 2 | Michael Matthews     | Orica-GreenEDGE         | m.t             |
| 3 | Gianni Meersman      | Omega Pharma-Quick Step | m.t             |
| 4 | Thor Hushovd         | BMC Racing              | m.t             |
| 5 | Elia Viviani         | Cannondale              | m.t             |

|   | Ciclista           | Equipo                  | Tiempo           |
| - | ------------------ | ----------------------- | ---------------- |
| 1 | David Veilleux     | Europcar                | 12 h 00 min 22 s |
| 2 | Gianni Meersman    | Omega Pharma-Quick Step | a 1 min 56 s     |
| 3 | Tony Gallopin      | RadioShack Leopard      | a 1 min 57 s     |
| 4 | Alejandro Valverde | Movistar                | m.t.             |
| 5 | Warren Barguil     | Argos-Shimano           | m.t.             |

### Etapa 4. 5 de junio.Villars-les-Dombes-Parc des oiseaux, 32.5 km (CRI)
|   | Ciclista             | Equipo                  | Tiempo       |
| - | -------------------- | ----------------------- | ------------ |
| 1 | Tony Martin          | Omega Pharma-Quick Step | 36 min 54 s  |
| 2 | Rohan Dennis         | Garmin Sharp            | a 47 s       |
| 3 | Christopher Froome   | Sky                     | a 52 s       |
| 4 | Jonathan Castroviejo | Movistar                | a 1 min 08 s |
| 5 | Michał Kwiatkowski   | Omega Pharma-Quick Step | a 1 min 13 s |

|   | Ciclista             | Equipo                  | Tiempo           |
| - | -------------------- | ----------------------- | ---------------- |
| 1 | Rohan Dennis         | Garmin Sharp            | 12 h 40 min 00 s |
| 2 | Christopher Froome   | Sky                     | a 5 s            |
| 3 | Michał Kwiatkowski   | Omega Pharma-Quick Step | a 26 s           |
| 4 | Edvald Boasson Hagen | Sky                     | a 32 s           |
| 5 | Richie Porte         | Sky                     | a 33 s           |

### Etapa 5. 6 de junioGrésy-sur-Aix-Valmorel, 139 km
|   | Ciclista           | Equipo             | Tiempo          |
| - | ------------------ | ------------------ | --------------- |
| 1 | Christopher Froome | Sky                | 3 h 28 min 39 s |
| 2 | Alberto Contador   | Saxo-Tinkoff       | a 4 s           |
| 3 | Matthew Busche     | RadioShack Leopard | m.t.            |
| 4 | Alejandro Valverde | Movistar           | a 10 s          |
| 5 | Michael Rogers     | Saxo-Tinkoff       | a 12 s          |

|   | Ciclista           | Equipo       | Tiempo          |
| - | ------------------ | ------------ | --------------- |
| 1 | Christopher Froome | Sky          | 16 h 8 min 44 s |
| 2 | Richie Porte       | Sky          | a 52 s          |
| 3 | Rohan Dennis       | Garmin Sharp | a 54 s          |
| 4 | Michael Rogers     | Saxo-Tinkoff | a 1 min 37 s    |
| 5 | Daniel Moreno      | Katusha      | a 1 min 47 s    |

### Etapa 6. 7 de junioLa Léchère-Grenoble, 141,5 km
|   | Ciclista             | Equipo   | Tiempo          |
| - | -------------------- | -------- | --------------- |
| 1 | Thomas Voeckler      | Europcar | 3 h 24 min 13 s |
| 2 | José Herrada         | Movistar | m.t.            |
| 3 | Kevin Seeldraeyers   | Astana   | m.t.            |
| 4 | Egor Silin           | Astana   | m.t.            |
| 5 | Edvald Boasson Hagen | Sky      | 46 s            |

|   | Ciclista           | Equipo            | Tiempo           |
| - | ------------------ | ----------------- | ---------------- |
| 1 | Christopher Froome | Sky               | 19 h 33 min 43 s |
| 2 | Richie Porte       | Sky               | a 52 s           |
| 3 | Rohan Dennis       | Garmin Sharp      | a 54 s           |
| 4 | Michael Rogers     | Team Saxo-Tinkoff | a 1 min 37 s     |
| 5 | Daniel Moreno      | Katusha           | a 1 min 47 s     |

### Etapa 7. 8 de junioLe Pont-de-Claix-SuperDévoluy, 184 km
|   | Ciclista       | Equipo            | Tiempo          |
| - | -------------- | ----------------- | --------------- |
| 1 | Samuel Sánchez | Euskaltel Euskadi | 5 h 26 min 14 s |
| 2 | Jakob Fuglsang | Astana            | m.t.            |
| 3 | Richie Porte   | Sky               | 15 s            |
| 4 | Daniel Moreno  | Katusha           | 16 s            |
| 5 | Stef Clement   | Blanco            | m.t.            |

|   | Ciclista           | Equipo                     | Tiempo     |
| - | ------------------ | -------------------------- | ---------- |
| 1 | Christopher Froome | Sky                        | 25 h 13 s  |
| 2 | Richie Porte       | Sky                        | 51 s       |
| 3 | Michael Rogers     | Saxo-Tinkoff               | 1 min 37 s |
| 4 | Daniel Moreno      | Katusha                    | 1 min 47 s |
| 5 | Daniel Navarro     | Cofidis, Solutions Crédits | 1 min 49 s |

### Etapa 8. 9 de junioSisteron-Risoul, 152 km
|   | Ciclista             | Equipo       | Tiempo         |
| - | -------------------- | ------------ | -------------- |
| 1 | Alessandro De Marchi | Cannondale   | 4 h 28 min 9 s |
| 2 | Christopher Froome   | Sky          | 24 s           |
| 3 | Andrew Talansky      | Garmin Sharp | 24 s           |
| 4 | Richie Porte         | Sky          | 31 s           |
| 5 | Jakob Fuglsang       | Astana       | 38 s           |

|   | Ciclista           | Equipo  | Tiempo           |
| - | ------------------ | ------- | ---------------- |
| 1 | Christopher Froome | Sky     | 29 h 28 min 46 s |
| 2 | Richie Porte       | Sky     | 58 s             |
| 3 | Daniel Moreno      | Katusha | 2 min 12 s       |
| 4 | Jakob Fuglsang     | Astana  | 2 min 18 s       |
| 5 | Daniel Navarro     | Cofidis | 2 min 20 s       |

## Clasificaciones

### Clasificación general
| Posición | Ciclista           | Equipo                     | Tiempo           |
| -------- | ------------------ | -------------------------- | ---------------- |
|          | Christopher Froome | Sky                        | 29 h 28 min 46 s |
| 2        | Richie Porte       | Sky                        | 58 s             |
| 3        | Daniel Moreno      | Katusha                    | 2 min 12 s       |
| 4        | Jakob Fuglsang     | Astana                     | 2 min 18 s       |
| 5        | Daniel Navarro     | Cofidis, Solutions Crédits | 2 min 20 s       |
| 6        | Michael Rogers     | Saxo-Tinkoff               | 3 min 08 s       |
| 7        | Alejandro Valverde | Movistar                   | 3 min 12 s       |
| 8        | Rohan Dennis       | Garmin Sharp               | 3 min 24 s       |
| 9        | Samuel Sánchez     | Euskaltel Euskadi          | 4 min 25 s       |
| 10       | Alberto Contador   | Saxo-Tinkoff               | 4 min 27 s       |

### Clasificación de la montaña
| Posición | Ciclista           | Equipo        | Puntos |
| -------- | ------------------ | ------------- | ------ |
|          | Thomas Damuseau    | Argos-Shimano | 109    |
| 2        | Kevin Seeldraeyers | Astana        | 77     |
| 3        | Christopher Froome | Sky           | 46     |
| 4        | David Veilleux     | Europcar      | 45     |
| 5        | Alexey Lutsenko    | Astana        | 35     |

### Clasificación por puntos
| Posición | Ciclista             | Equipo                  | Puntos |
| -------- | -------------------- | ----------------------- | ------ |
|          | Gianni Meersman      | Omega Pharma-Quick Step | 49     |
| 2        | Christopher Froome   | Sky                     | 47     |
| 3        | Richie Porte         | Sky                     | 32     |
| 4        | Edvald Boasson Hagen | Sky                     | 26     |
| 5        | Jakob Fuglsang       | Astana                  | 23     |

### Clasificación de los jóvenes
| Posición | Ciclista         | Equipo        | Tiempo           |
| -------- | ---------------- | ------------- | ---------------- |
|          | Rohan Dennis     | Garmin Sharp  | 29 h 32 min 10 s |
| 2        | Alexandre Geniez | FDJ           | 3 min 53 s       |
| 3        | Warren Barguil   | Argos-Shimano | 8 min 48 s       |
| 4        | Dominik Nerz     | BMC Racing    | 10 min 13 s      |
| 5        | Egor Silin       | Astana        | 11 min 52 s      |

### Clasificación por equipos
| Posición | Equipo                     | Tiempo           |
| -------- | -------------------------- | ---------------- |
|          | Sky                        | 88 h 35 min 44 s |
| 2        | Saxo-Tinkoff               | 12 min 18 s      |
| 3        | Euskaltel Euskadi          | 23 min 27 s      |
| 4        | Astana                     | 24 min 34 s      |
| 5        | Cofidis, Solutions Crédits | 25 min 50 s      |

## Evolución de las clasificaciones
| Etapa (Vencedor)               | Clasificación general | Clasificación por puntos | Clasificación de la montaña | Clasificación de los jóvenes | Clasificación por equipos |
| ------------------------------ | --------------------- | ------------------------ | --------------------------- | ---------------------------- | ------------------------- |
| Etapa 1 (David Veilleux)       | David Veilleux        | David Veilleux           | David Veilleux              | Tom Slagter                  | Europcar                  |
| Etapa 2 (Elia Viviani)         | David Veilleux        | Gianni Meersman          | Thomas Damuseau             | Tony Gallopin                | Europcar                  |
| Etapa 3 (Edvald Boasson Hagen) | David Veilleux        | Gianni Meersman          | Thomas Damuseau             | Tony Gallopin                | Europcar                  |
| Etapa 4 (CRI) (Tony Martin)    | Rohan Dennis          | Gianni Meersman          | Thomas Damuseau             | Rohan Dennis                 | Sky                       |
| Etapa 5 (Christopher Froome)   | Christopher Froome    | Gianni Meersman          | Thomas Damuseau             | Rohan Dennis                 | Sky                       |
| Etapa 6 (Thomas Voeckler)      | Christopher Froome    | Gianni Meersman          | Thomas Damuseau             | Rohan Dennis                 | Sky                       |
| Etapa 7 (Samuel Sánchez)       | Christopher Froome    | Gianni Meersman          | Thomas Damuseau             | Rohan Dennis                 | Sky                       |
| Etapa 8 (Alessandro De Marchi) | Christopher Froome    | Gianni Meersman          | Thomas Damuseau             | Rohan Dennis                 | Sky                       |
| Final                          | Christopher Froome    | Gianni Meersman          | Thomas Damuseau             | Rohan Dennis                 | Sky                       |